# 大鷲型哨戒艇
大鷲型哨戒艇（チャムスリがたしょうかいてい、英語: Chamsuri-class patrol vessels）は、韓国海軍の哨戒艇の艦級。シードルフィン級として輸出市場にも提示された。なお、当初は先行する試作艇と同様に雁（キロギ）型と称されていたが、より武張った艦級名が求められたために改名されたという経緯がある。

## 来歴
1968年の選挙でアメリカ合衆国大統領となったリチャード・ニクソンは、米中接近の一環として、1970年3月、さしあたり在韓米軍の1個歩兵師団の撤退を決定した上で、追加的に相当規模の削減を模索することを決定した。しかし同年6月には、黄海において、対北放送を行っていた韓国海軍の放送船が北朝鮮の哨戒艇によって拿捕される事件が発生するなど、依然として北朝鮮の脅威は深刻であった。
このことから、大韓民国では自主国防が焦眉の急となった。アメリカ合衆国と協議の上で「国軍現代化5か年計画」を策定、1972年12月29日には国防目標を制定し、1973年3月5日には防衛産業育成のため特別法を制定した。そして1974年より、戦力拡充のための8ヶ年計画として栗谷計画が発動された。この計画の一環として建造されたのが本型であり、最初の契約が1976年11月に締結されたのち、13次に渡って発注された。

## 設計
本型は、やや先行して計画されていた燕（チェビ）型PK（Patrol Killer）よりも一回り大きなPKM（Patrol Killer Medium）として計画された。最初期型は全長33.1メートル、排水量141トンとされ、また1982年に発注された5次事業建造分からは全長37メートル、排水量157トンに改訂された。燕（チェビ）型に準じた高速性能が要求されたことから、主機は、これと同系列のMTU 16V538 TB90が用いられている。出力は最大10,800馬力（定格9,000馬力）に強化されており、当初は最大速力38ノットとして設計されたが、実際の最大速力は34ノットとされている。
当初は、先行して試作された雁（キロギ）型ミサイル艇（PKMM: Guided Missile Medium Patrol Killer）と同様にエグゾセMM38艦対艦ミサイルを搭載することが計画されたものの、本計画を後援していたアメリカが、フランス製兵器の搭載に難色を示したために実現せず、砲熕兵器のみを搭載することになった。
1～4次事業分では、船首甲板に75口径30mm機関砲（エリコンKCB）を連装に配した米エマーソン社製の有人砲塔、後部甲板室上に70口径20mm機関砲の単装砲架、船尾甲板にMk.3 40mm単装機関砲の開放砲架を搭載した。続く5～9次事業分では艇後部の武装を有人砲塔式の20mm多砲身機関砲に、また最後期型にあたる10～13次事業分では、艦首砲を有人砲塔式の60口径40mm単装機関砲に変更した。
| 1～4次事業分             | 5～9次事業分             | 10～13次事業分           |
| ------------------------ | ------------------------ | ------------------------ |
| 75口径30mm連装機関砲×1基 | 75口径30mm連装機関砲×1基 | 60口径40mm単装機関砲×1基 |
| 60口径40mm単装機関砲×1基 | 20mm多砲身機関砲×2基     | 20mm多砲身機関砲×2基     |
| 70口径20mm単装機関砲×1基 | 20mm多砲身機関砲×2基     | 20mm多砲身機関砲×2基     |

- 戦争記念館に展示されているPKM-357[注 3]

戦争記念館に展示されているPKM-357
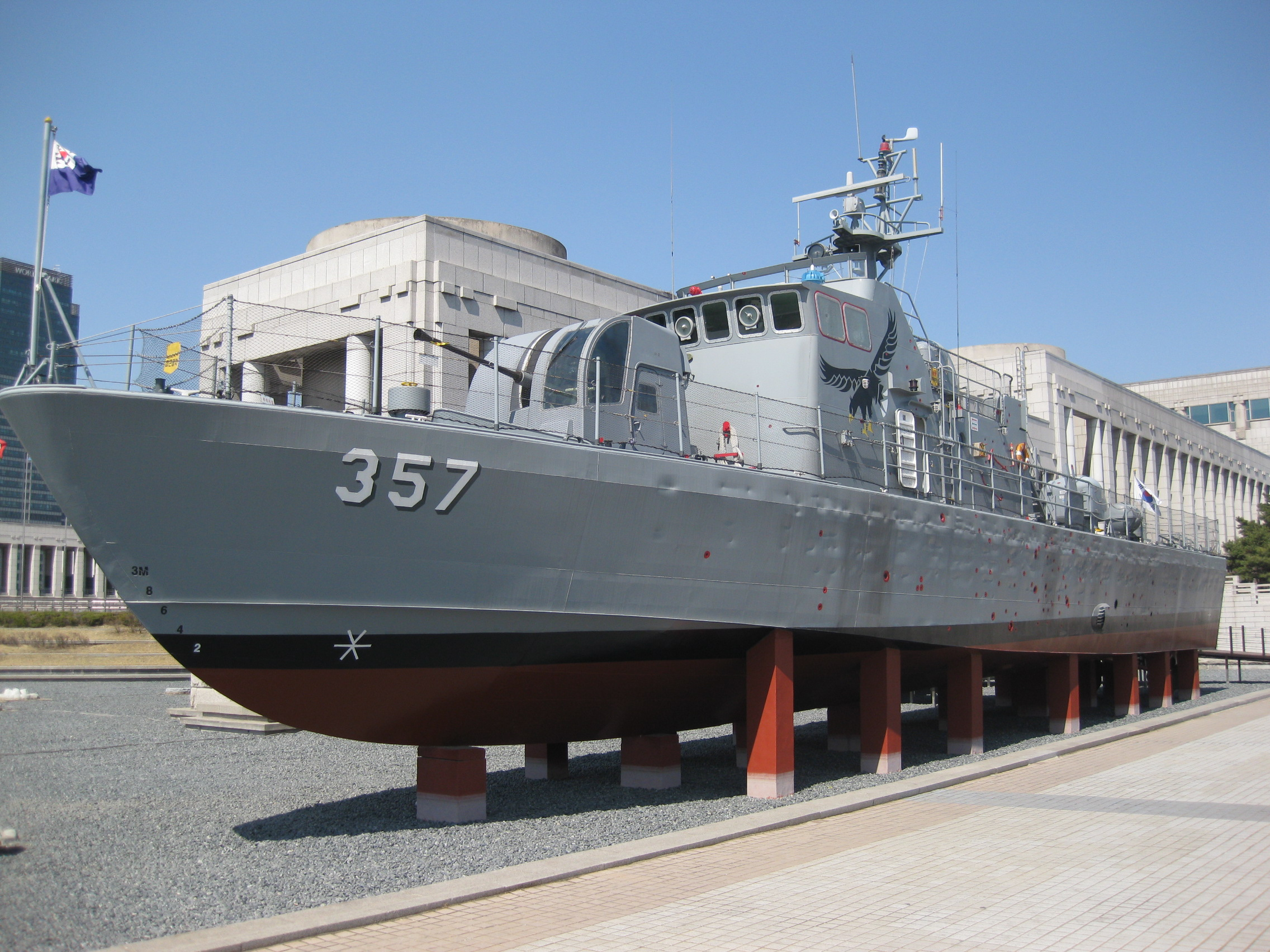
全体の艦影
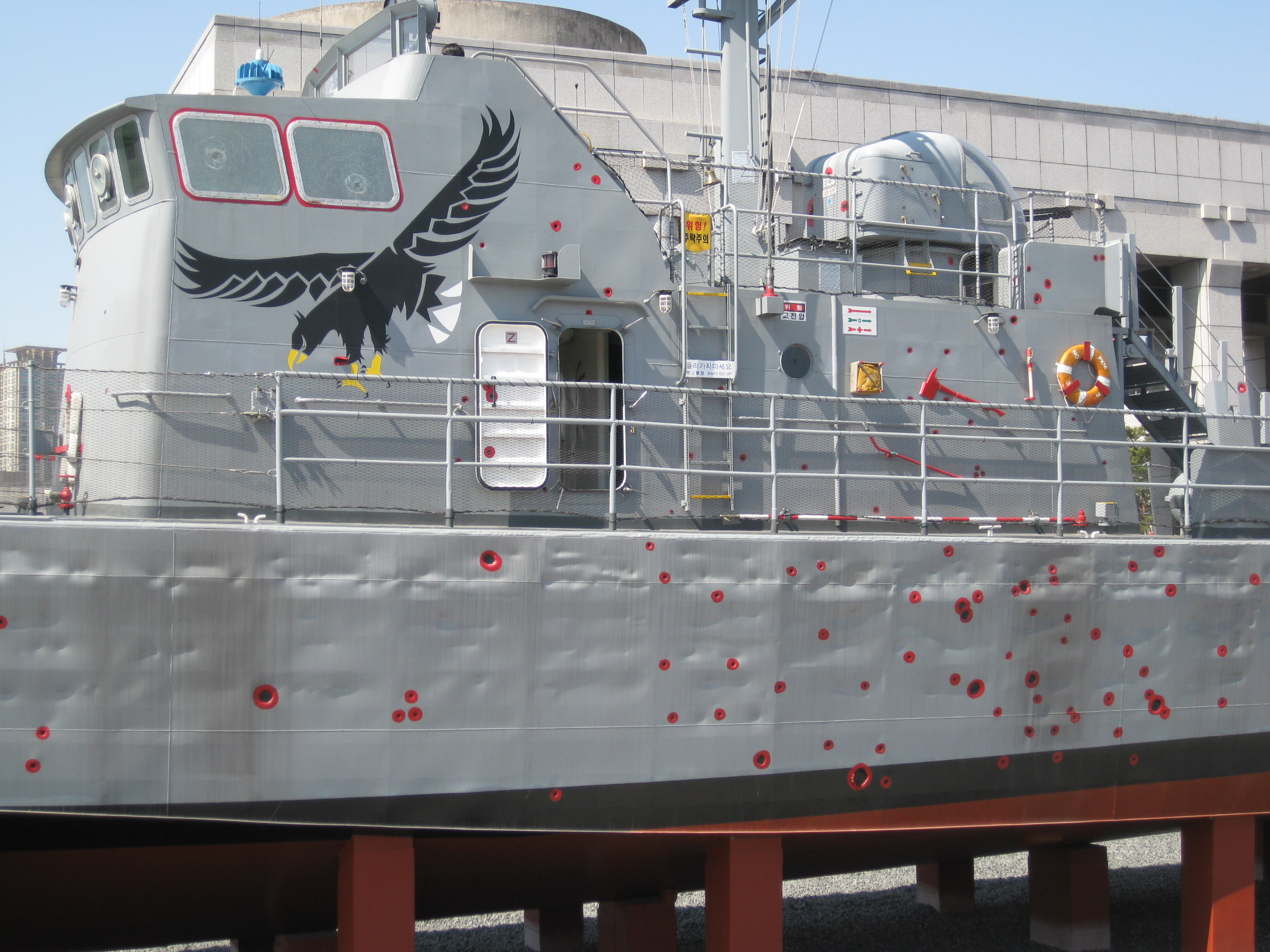
艦橋周辺
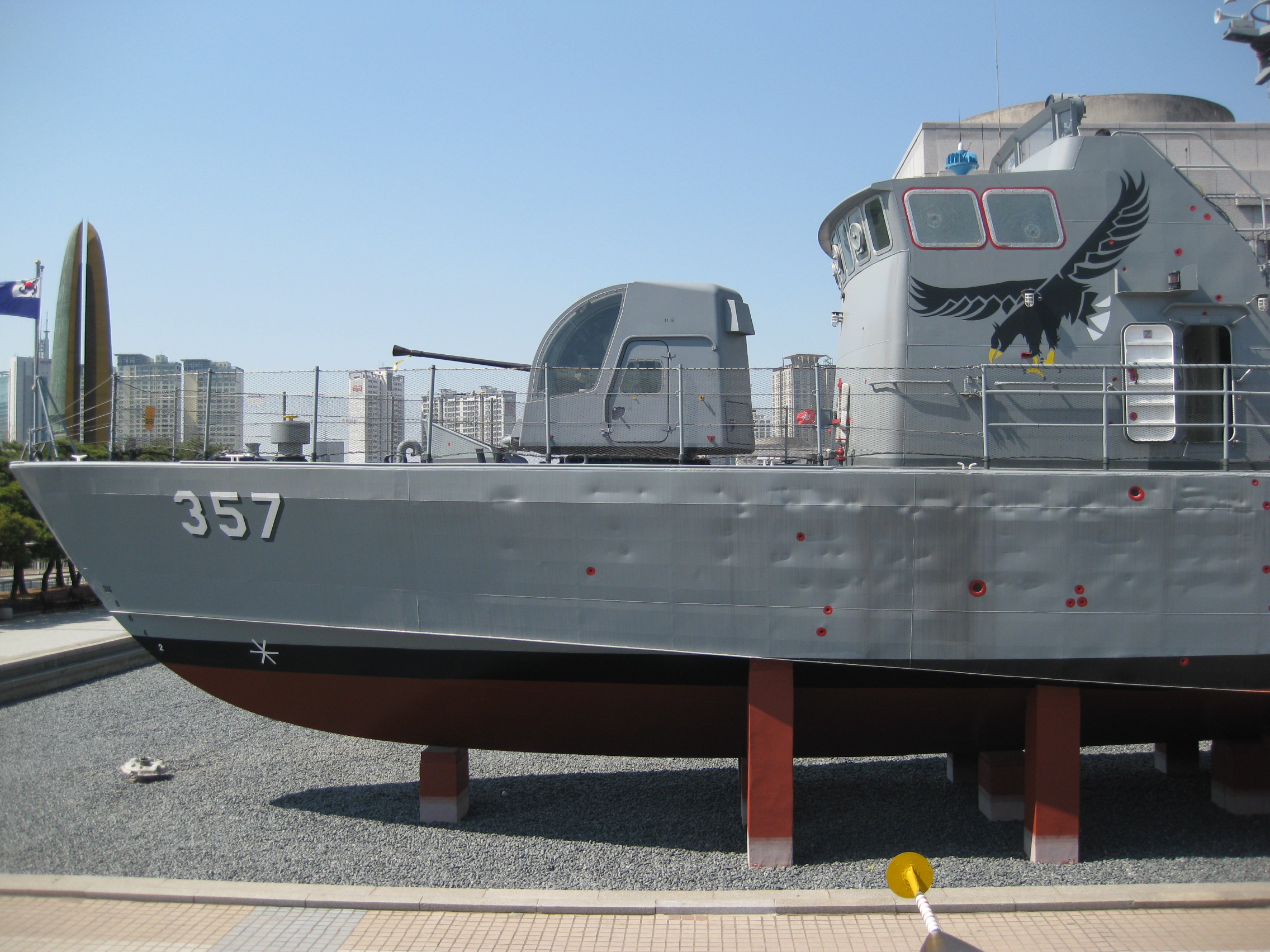
船首部分
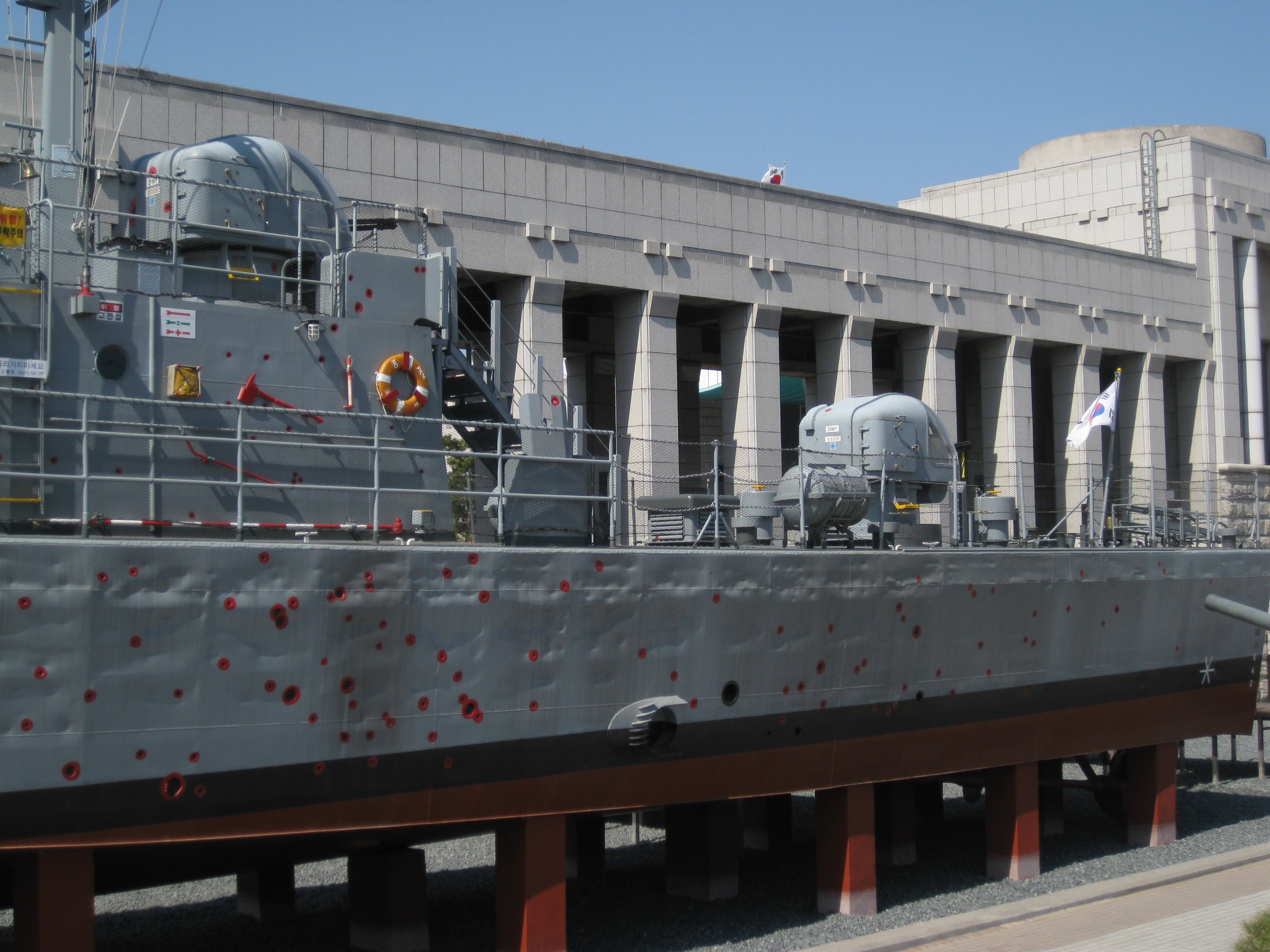
船尾部分